# Patacara
Patacara foi uma mulher notável no Budismo, descrita no Cânon Pali. Entre as discípulas de Gautama Buda, ela foi o expoente maior do Vinaya, as regras disciplinares monásticas do Budismo. Ela viveu durante o século VI AEC no atual Bihar e Uttar Pradesh na Índia.

## Juventude
Patacara foi descrita como a bela filha de um comerciante muito rico de Savatthi, no Reino de Kosala. Quando tinha dezesseis anos de idade ela foi trancada por seus pais no último andar de uma torre de sete andares com guardas em volta para evitar que ela se encontrasse com os muitos jovens que desejavam conhece-la. Apesar disso, ela conseguiu se envolver com um dos servos de seu pai. Quando seus pais arranjaram um casamento com um jovem na mesma posição social ela decidiu fugir com seu amante que era de uma casta mais baixa. Ela se disfarçou para fugir da torre, e o jovem casal foi viver numa vila distante. Seu marido cuidava do campo e ela tinha que fazer todos os trabalhos manuais que previamente eram feitos pelos servos de seu pai.

## Nascimento da criança
Quando Patacara engravidou, ela rogou a seu marido que ela a levasse à casa de seus pais para dar à luz lá, como era a tradição. Ela justificou este pedido argumentando que os pais sempre têm amor por suas crianças, não importa o ocorrido. Seu marido recusou, argumentando que os pais dela certamente o emprisionariam ou torturariam. Percebendo que ele não a acompanharia, ela resoveu voltar sozinha. Quando o marido descobriu que ela havia partido ele a seguiu e tentou convence-la sem sucesso a retornar. Antes que eles conseguissem chegar a Savatthi, seu filho nasceu. Como não havia mais motivos para continuar a jornada, eles voltaram à sua vida na vila.
Patacara engravidou uma segunda vez. Novamenete pediu ao marido que a levasse à casa de seus pais e novamente partiu sozinha, desta vez levando seu filho junto. Novamente seu marido a seguiu mas foi incapaz de convencê-la a voltar. Uma tempestade forte fora de temporada ocorreu, com muito trovão, relâmpago e chuva. Nesse momento começaram suas dores de parto e ela pediu a seu marido que construísse um abrigo. Enquanto cortava madeira para o abrigo, uma cobra venenosa o mordeu e ele morreu instantaneamente, enquanto Patacara dava à luz seu segundo filho. Na manhã seguinte ela encontrou seu marido morto, com o corpo rígido. Desesperada ela se culpou por sua morte.

## Perda da família
Ela continuou sua viagem a Savatthi, mas quando ela encontrou o rio Aciravati transbordado devido à tempstade. Incapaz de cruzar o rio com as duas crianças, Patacara deixou seu filho mais velho numa margem e carregou o recém-nascido até o outro lado antes de voltar para pegar seu primeiro filho. Quando estava no meio do caminho de volta uma águia agarrou o bebê e voôu para longe. Ao escutar o grito de sua mãe, o filho mais velho achou que Patacara o estava chamando e entrou na água, sendo levado pela fort correnteza. Tendo perdido sua família ela continuou até a cidade mas lá foui informada que seus pais e imão haviam perecido com o colapso da casa durante a tempestade.

## Vida budista
Nesta época o Buda estava em Jetavana, o monastério de Anathapindika. Patacara, depois de vagar por Savatthi nua e desconçolada, prostrou-se aos pés do Buda, descrevendo suas tragédias. O Buda explicou o ocorrido usando doutrinas budistas e Patacara entendeu imediatamente a natureza da impermanência. Ela tornou-se uma sotapanna, o primeiro estágio que leva ao estado de arahant, que mais tarde ela atingiu. O Buda disse que ela era a principal Protetora do Vinaya entre as monjas, representando para elas o que Upali representava para os monges. Seu interesse pelas "Regras de Conduta" da vida monástica foi atribuído à suas reflexões sobre suas indulgências do passado.